# Chionea (Chionea) crassipes
Chionea (Chionea) crassipes is een tweevleugelige uit de familie steltmuggen (Limoniidae). De soort komt voor in het Palearctisch gebied.